# متلازمة تسارع معدل ضربات القلب الموضعي الانتصابي
متلازمة تسارع معدل ضربات القلب الانتصابي (اختصارًا POTS) هي حالة من حالات خلل الوظائف المستقلة، وعلي وجه الخصوص عدم تحمل وضع الانتصاب (الوقوف)، حيث يؤدي الانتقال من وضع الاستلقاء الي وضع الوقوف أو الانتصاب الي زيادة كبيرة في سرعة القلب، يسمي زيادة معدل ضربات القلب. اوضحت العديد من الدراسات نقص معدل سريان الدم الي المخ مع الضغط الانقباضي والانبساطي بمقدار 44% و60% علي التوالي. يواجه مرضي متلازمة تسارع معدل ضربات القلب الانتصابي مشكلة في حفظ وظائف دورتهم الدموية عند التغير من وضع لاخر على سبيل المثال : التحول من وضع الاستلقاء الي الجلوس أو الوقوف أو التحول من الجلوس علي مقعد الي آخر أو رفع ايديهم اعلي رؤوسهم.لكن وبالرغم من ذلك فان كثير من المرضي يعانون من أعراضهم هذا حتي وهم لا يغيرون من اوضاعهم وحتي وهم في وضعية الإستلقاء.
تختلف درجة شدة المرض حسب نوع المريض، فمتلازمة تسارع معدل ضربات القلب الموضعي الانتصابي قد تكون شديدة التاثير علي المريض ومعيقة لحياته اليومية، حتي ان بعض المرضي لا يتمكنون من الذهاب الي أعمالهم ولا يمارسون حياتهم العادية.

## الأعراض
ان الشيء المميز لمتلازمة تسارع معدل ضربات القلب الموضعي الانتصابي هو ارتفاع معدل سرعة القلب - عند التحول من وضعية الاستلقاء الي وضعية الوقوف - بمقدارأكثر من 30 دقة \دقيقة أو أكثر من 120 دقة \ دقيقة خلال 30 دقيقة من وضعية الرأس في الأعلى.
قد يصاحب ارتفاع سرعة القلب هذا؛ انخفاض في ضغط الدم أو ارتفاعه، لكن هذا ليس شرطا للتشخيص، عند التحول الي وضع الوقوف ينصب الدم بسرعة الي منطقة القدمين ومنطقة الأحشاء، وهذا يسبب قلة الدم الذاهب الي القلب والمخ، ويؤدي هذا الي جملة متعددة من الأعراض:
- دوخة
- غثيان
- الم بالبطن
- زيادة العرق
- خفقان بالقلب
- صداع وغيرها من الأعراض

## المسببات
تتنوع الأسباب المؤدية لمتلازمة تسارع معدل ضربات القلب الانتصابي الوضعي، إذ تبدأ أحيانًا بعد عدوى فيروسية أو جراحة أو حمل، ويُعد وجود قصة عائلية من عوامل الخطر المرافقة. يعتمد التشخيص عند البالغين على ارتفاع معدل ضربات القلب 30 ضربةً في الدقيقة خلال 10 دقائق من الوقوف المترافق مع الأعراض، مع أن هبوط ضغط المرافق للانتصاب قد لا يحدث. يجب نفي باقي الحالات التي تؤدي إلى أعراض مشابهة مثل التجفاف والمشاكل القلبية وقصور الكظر والصرع ومرض باركنسون.
يشمل العلاج تجنب العوامل المؤدية لظهور الأعراض، وزيادة وارد المياه والأملاح في النظام الغذائي، وتناول وجبات متعددة صغيرة الحجم مع تجنب الخمول، ويوصى بارتداء الجوارب الضاغطة والالتزام ببرامج التمارين الرياضية والأدوية الموصوفة. قد تشمل الأدوية المستخدمة حاصرات بيتا وبايريدوستيغمين وميدودرين وفلودروكورتيزون.
يتحسن أكثر من 50% من المرضى الذين تحرضت الحالة لديهم بعد عدوى فيروسية خلال 5 سنوات من الإصابة. تتحسن الأعراض عند نحو 80% من المرضى المعالجين، لكن يبقى نحو 25% منهم عاجزين عن العمل. أظهرت الدراسات الراجعة حصول تراجع كامل للأعراض عند 19% من المرضى بعد التشخيص بخمس سنوات.
يُقدر أن عدد المصابين بهذه الحالة في الولايات المتحدة يبلغ 500,000 إصابة. يبلغ عمر البدء الوسطي 20 عامًا وتُصاب الإناث أكثر من الذكور بخمسة أضعاف.

## الأسباب
تحدث أعراض متلازمة تسارع معدل ضربات القلب الوضعي الانتصابي بعدة آليات فسيولوجية مرضية مختلفة. ما زالت هذه الآليات عصيةً على الفهم، وقد تتداخل سويًا كما يتضح عند العديد من الأشخاص الذين يظهرون أنماطًا متعددةً منها. يشكو العديد من المصابين من نقص حجم الدم الذي قد ينقص معدل العود الدموي نحو القلب. ينبض القلب بسرعة أكبر ليزيد النتاج القلبي ويعاوض عن نقص الوارد الدموي ما يحدث أعراضًا متعددةً تشمل ما قبل الإغماء وتسرع القلب الانعكاسي.
يرتفع تركيز النورإبينفرين عند الوقوف في 30 إلى 60% من الحالات المصنفة ضمن متلازمة تسارع معدل ضربات القلب الوضعي الانتصابي بفرط الأدرينالينية، ويعود ذلك غالبًا إلى نقص الحجم أو اعتلال الأعصاب الذاتي الجزئي.
يرتفع تركيز النورإبينفرين عند الوقوف لدى قلة من الحاملين للمتلازمة إلى مستويات مرتفعةً عادةً رغم غياب نقص الحجم واعتلال الأعصاب الذاتي، وهذه الحالة تصنف تحت اسم متلازمة تسارع معدل ضربات القلب الوضعي الانتصابي بفرط الأدرينالينية المركزية.
تساهم مستويات النورإبينفرين المرتفعة في حدوث أعراض تسرع القلب. ترتبط متلازمة تسارع معدل ضربات القلب الوضعي الانتصابي بالاعتلال العصبي -وهي تصنيف فرعي آخر للمتلازمة- مع إزالة التعصيب الودي في الأطراف السفلية، ويُعتقد أن ضعف التقبض الوعائي في هذا النوع يؤدي إلى ركودة الدم في أوردة الطرفين السفليين. يزداد معدل ضربات القلب ليعاوض ركودة الدم.
تبدأ الأعراض بعد عدوى فيروسية في أكثر من 50% من الحالات، وقد تتلو أيضًا التلقيح أو الرضوض الجسدية أو ارتجاج الدماغ أو الحمل أو الجراحة. يعتقد أن هذه الحالات تحرض استجابةً مناعيةً ذاتيةً تؤدي إلى حدوث المتلازمة.
تشيع متلازمة تسارع معدل ضربات القلب الوضعي الانتصابي عند النساء أكثر من الرجال، واتضح أيضًا أنها تترافق مع الضغوطات الحادة مثل الحمل أو الجراحة والرضوض الحديثة. ارتبط حدوث هذه المتلازمة مع أمراض المناعية الذاتية ومتلازمة القولون المتهيج وفقر الدم وفرط الدرقية والألم العضلي الليفي والسكري والداء النشواني والساركويد والذئبة الحمامية الجهازية والسرطان. وجدت إحدى الدراسات أن واحدًا من كل ثمانية مصابين بمتلازمة تسارع معدل ضربات القلب الوضعي الانتصابي أبلغوا عن قصة عدم تحمل الانتصاب في عائلاتهم، وهذا يقترح أن الجينات تؤدي دورًا في حدوثها.

## العلاج
العلاج يتكون من تعديلات في نمط الحياة بجانب بعض الادوية التي تساعد علي تخفيف الأعراض
زيادة شرب السوائل والماء وزيادة تناول الأملاح وتجنب الجو الحار وتجنب بذل مجهود كبير وبعض التعديلات الأخرى، اما الادوية فمن اهمها الفلودروكورتيزون الذي يساعد علي احتفاظ الجسم بالماء والاملاح، ومثبطات مستقبلات البيتا مثل دواء اندرال أو بروبرانولول وغيره الذي يساعد كثيرا في تخفيف الأعراض وتنظيم سرعة ضربات القلب، وكذلك أدوية لتنظيم وخفض معدل ضربات القلب.
كذلك عقار ميدودرين القابض للاوعية الذي يساعد علي رفع ضغط الدم.